# Delia Owens
Delia Owens (Thomasville, 4 aprile 1949) è una scrittrice e zoologa statunitense.

## Biografia
Delia Owens è cresciuta a Thomasville, nel sud della Georgia: ha studiato biologia nell'Università della Georgia, dove ha conosciuto il marito Mark Owens, e dove ha conseguito una laurea in zoologia, per poi conseguire un dottorato di ricerca in Animal Behavior presso l'Università della California. La coppia si trasferì in Africa nel 1974, viaggiando nel deserto del Kalahari, in Botswana. L'esperienza è raccontata in Cry of the Kalahari. Per aver condotto una campagna contro l'industria del bestiame locale, i funzionari del governo del Botswana li hanno espulsi dal paese. Gli Owens si stabilirono quindi nel Parco Nazionale di North Luangwa, in Zambia, e successivamente a Mpika all'inizio degli anni '90.
Dopo aver completato il dottorato in biologia, ha pubblicato i suoi studi sull'ecologia comportamentale della fauna selvatica africana su riviste professionali, tra cui Nature, Journal of Mammalogy, Animal Behaviour e African Journal of Ecology, e ha contribuito con articoli a Natural History e International Wildlife. Owens è co-fondatrice della Owens Foundation for Wildlife Conservation a Stone Mountain, GA. Ha anche lavorato come redattrice itinerante per International Wildlife, ha tenuto conferenze in tutto il Nord America e ha partecipato agli sforzi di conservazione dell'orso grizzly negli Stati Uniti. Ha scritto, col marito Mark Owens, i libri di memorie Cry of the Kalahari, The Eye of the Elephant e Secrets of the Savanna.
Il marito e il figliastro di Delia, Christopher Owens, sono attualmente ricercati in Zambia in quanto coinvolti nell'omicidio di un bracconiere filmato da una troupe televisiva della ABC nel 1995, mentre il telegiornale Turning Point stava producendo un segmento sul lavoro di conservazione degli Owens in Zambia. Il cameraman che ha filmato la sparatoria del bracconiere ha dichiarato che Christopher Owens, figlio di Mark Owens e figliastro di Delia Owens, è stato il primo membro di un gruppo di scouting a sparare all'uomo, e altri due scout hanno seguito l'esempio di Christopher. Altri testimoni hanno affermato che Mark Owens avrebbe coperto l'omicidio trasportando il corpo, che non è mai stato recuperato, sul suo elicottero, per farlo poi cadere in un lago. Secondo un'inchiesta di The Hunted , Delia Owens si sarebbe più volte opposta a ciò che stava accadendo attorno a lei, ma non riuscì mai a fermare il marito. Delia e Mark Owens sono attualmente divorziati.
Attualmente Delia Owens vive a Boundary County, Idaho. Nel 2019 il primo romanzo di Delia Owens, La ragazza della palude, è rimasto in vetta alla lista dei best seller statunitensi stilata dal The New York Times per cinque settimane non consecutive. Dal romanzo è tratto il film La ragazza della palude del 2022.

## Opere

### Romanzi
- La ragazza della palude (Where the Crawdads Sing) (2018)

### Libri di memorie
- Cry of the Kalahari (1984)
- The Eye of the Elephant (1992)[9][10]
- Secrets of the Savanna (2006)[11]